# Xylophagus fulgidus
Xylophagus fulgidus är en tvåvingeart som beskrevs av Webb 1979. Xylophagus fulgidus ingår i släktet Xylophagus och familjen vedflugor. Inga underarter finns listade i Catalogue of Life.